# Matt Swaim
Matt Swaim est un illustrateur et artiste au crayon de couleur, reconnu pour ses contributions au design numismatique en tant qu'artiste officiel du programme Artistic Infusion (AIP) de la Monnaie des États-Unis. Depuis son intégration à l'AIP en 2019, plusieurs de ses conceptions de pièces et de médailles ont été sélectionnées et frappées, honorant divers aspects de l'histoire et de la culture américaines.

## Biographie et formation
Matt Swaim est diplômé du Savannah College of Art and Design avec un Bachelor of Fine Arts en illustration en 1995. Il a également obtenu un Master of Fine Arts en arts visuels de l'université de Jacksonville en 2015. Sa carrière s'est principalement concentrée sur l'illustration et la visualisation architecturales pendant plus de 30 ans, dont huit années sous la tutelle de Robert C. Winters à Jacksonville, en Floride. Il a réalisé plus de mille rendus dans une variété de styles et techniques traditionnels et numériques pour des clients aux États-Unis et à l'étranger,.

## Artistic Infusion et Monnaie des États-Unis
En 2019, Matt Swaim a été choisi pour rejoindre le programme Artistic Infusion (AIP) de la Monnaie des États-Unis, un groupe d'artistes professionnels chargé d'enrichir et de dynamiser la conception des pièces et médailles américaines. L'AIP, créé en 2003, vise à développer un panel d'artistes externes talentueux qui travaillent en étroite collaboration avec le personnel de la Monnaie, y compris les sculpteurs-graveurs, pour créer de nouvelles conceptions.
Les artistes de l'AIP travaillent sous contrat depuis leurs propres studios, soumettant des propositions de conception sous forme de dessins finis. Ils reçoivent une rémunération par mission (actuellement 3 000 $) et une prime de 5 000 $ si leur conception est sélectionnée pour une pièce ou une médaille. Leurs initiales figurent généralement sur les pièces, aux côtés de celles du sculpteur-graveur de la Monnaie qui a réalisé la sculpture numérique.
En tant que nouvel artiste de l'AIP, Swaim a participé à un symposium en juin 2019, où il a été formé aux subtilités de l'art numismatique, aux paramètres de conception et au processus de sélection par le Département du Trésor américain. La Monnaie recherche des artistes capables d'apporter des perspectives innovantes et d'utiliser efficacement le symbolisme pour représenter des sujets complexes sur une petite surface,. Son expérience en illustration architecturale, y compris des perspectives, est un atout pour ses conceptions de pièces, même celles sans sujet architectural. Pour la conception de pièces, les artistes doivent apprendre à illustrer la forme plutôt que l'ombre, l'ombre et la couleur, ce qui est un défi pour beaucoup.

## Pièces et médailles notables
Matt Swaim a conçu plusieurs revers de pièces et a contribué à des médailles commémoratives, notamment :
- Pièce d'un demi-dollar commémorative Greatest Generation de 2024 (revers) : Cette conception représente le Mémorial national de la Seconde Guerre mondiale du point de vue d'une personne montant une rampe menant à l'une des tours. Elle a été sculptée par John P. McGraw. Les designs ont été dévoilés en septembre 2023 et les pièces mises en vente le 29 février 2024[7],[8] ;
- Pièce d'un dollar American Innovation du Tennessee de 2022 (revers) : Cette réalisation représente une ferme du Tennessee avec des lignes électriques nouvellement installées le long de la route, célébrant l'électrification rurale et la Tennessee Valley Authority (TVA). Elle a été sculptée par Joseph Menna et lancée le 30 août 2022[9],[10] ;
- Pièce d'un dollar American Innovation de Virginie de 2021 (revers) : Cette création présente une coupe transversale du pont-tunnel de Chesapeake Bay, illustrant l'ingéniosité de sa construction. Elle a été sculptée par John P. McGraw et rendue disponible le 27 juillet 2021[11] ;
- Médaille d'or du Congrès de l'USS Indianapolis (avers) : Le dessin de l'avers représente l'USS Indianapolis CA-35 avec ses 10 étoiles de bataille, les dates de son service (1932-1945) et une bordure de rivets. Elle a été sculptée par Jay Kushwara. Des répliques en bronze de cette médaille ont été mises en vente à partir du 7 août 2020[12] ;
- Avers du dollar en argent commémoratif de la Negro League Baseball de 2022[2],[4] ;
- Médaille d'or du Congrès Greg LeMond (revers) : Le revers de cette médaille présente un globe texturé pour représenter l'asphalte routier, des maillons de chaîne de vélo autour de la bordure, et les inscriptions « WORLD CHAMPION » et « 1979, 1983, 1989 », ainsi qu'une version raccourcie d'une citation de Greg LeMond : « IT DOESN’T GET EASIER - YOU JUST GET FASTER ». Elle a été sculptée par Renata Gordon[13].

## Style artistique et philosophie de conception
Matt Swaim est connu pour son travail en illustration architecturale et au crayon de couleur,. Il explore continuellement de nouvelles applications et techniques artistiques pour offrir des solutions de présentation professionnelles. Sa philosophie de conception pour l'art numismatique met l'accent sur la création de designs qui sont des feuilles de route claires pour les graveurs, exigeant une pensée tridimensionnelle et une illustration axée sur la forme plutôt que sur les nuances de couleurs ou d'ombres. Il estime que son travail sur les pièces sera étudié par les cultures bien au-delà de l'avenir immédiat.

## Reconnaissance et récompenses
Outre ses contributions à la Monnaie, Matt Swaim a reçu plusieurs distinctions :
- Il a remporté à quatre reprises le prix d'excellence du concours international de l'American Society of Architectural Illustrators (en)[3] ;
- Il a reçu le prix AIA Lynda Mack de Jacksonville[1] ;
- Son travail a été inclus dans des expositions itinérantes comme Architecture in Perspective de l'a société américaine des illustrateurs d'architecture et The Art of the Architectural Illustrator de la New York Society of Architectural Renderers[1] ;
- Il a également été présenté à l'Exposition 2012 de Visualisation Architecturale de l'association japonaise des rendus architecturaux[4] ;
- Son travail architectural et au crayon de couleur a été présenté dans le magazine de Jacksonville Arbus[3] ;
- Ses portraits et croquis ont été sélectionnés pour inclusion dans les livres Strokes of Genius 5, Strokes of Genius 6 et Strokes of Genius 11 de Northlight[1] ;
- En 2019, son œuvre a été mise en vedette dans le numéro spécial The Best of Drawing du Artist Magazine[3].

## Autres travaux artistiques
En dehors de l'illustration architecturale et de la conception numismatique, Matt Swaim s'engage également dans des projets d'illustration traditionnels. Il est un passionné de croquis à la plume et à l'encre et réalise des portraits commandés au crayon de couleur. Il enseigne aussi des ateliers sur des sujets liés au rendu architectural, à la perspective et aux techniques d'illustration. Dans ses loisirs, on peut le trouver en train de dessiner lors des événements sportifs de ses enfants ou de faire du VTT dans les bois.